# Элиодоре Родригес Лопес (стадион)
Элиодоре Родригес Лопес (исп. Estadio Heliodoro Rodríguez López) — стадион в Санта-Крус-де-Тенерифе. Также известен как стадион «Тенерифе». Он имеет размеры 107 х 70 метров, что делает его стадион с самой большой площадью области Канарских островов.
Стадион, построенный в 1920-е гг, вмещает 21700 зрителей. Строение дважды подвергалось реконструкции, в 1940-е и 1990-е гг. Стадион является чисто футбольным, здесь отсутствуют легкоатлетические дорожки.
На данном стадионе сборная Испании провела четыре матча, одержав три победы и один раз сыграв вничью.
- Испания — Германия (1982), 1-0.
- Испания — Швейцария (1989), 2-1.
- Испания — Польша (1994), 1-1.
- Испания — Словакия (1996), 4-1.

Кроме футбольных матчей на стадионе проводятся и концертные мероприятия.